# Kleine Aller

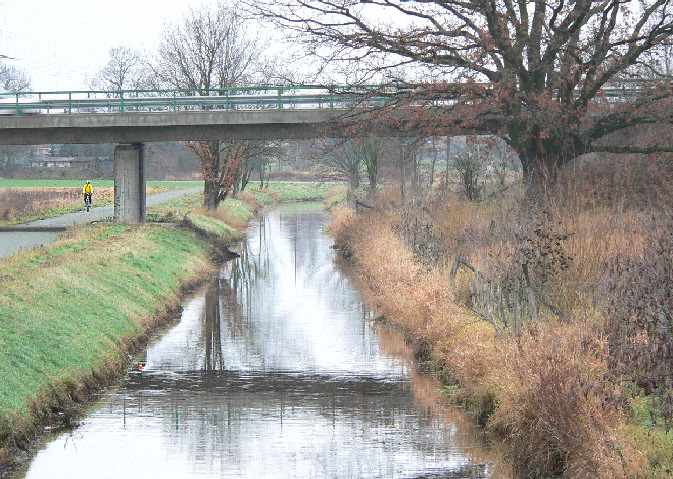
Kleine Aller an der Unterquerung der B 188 bei Wolfsburg-Warmenau

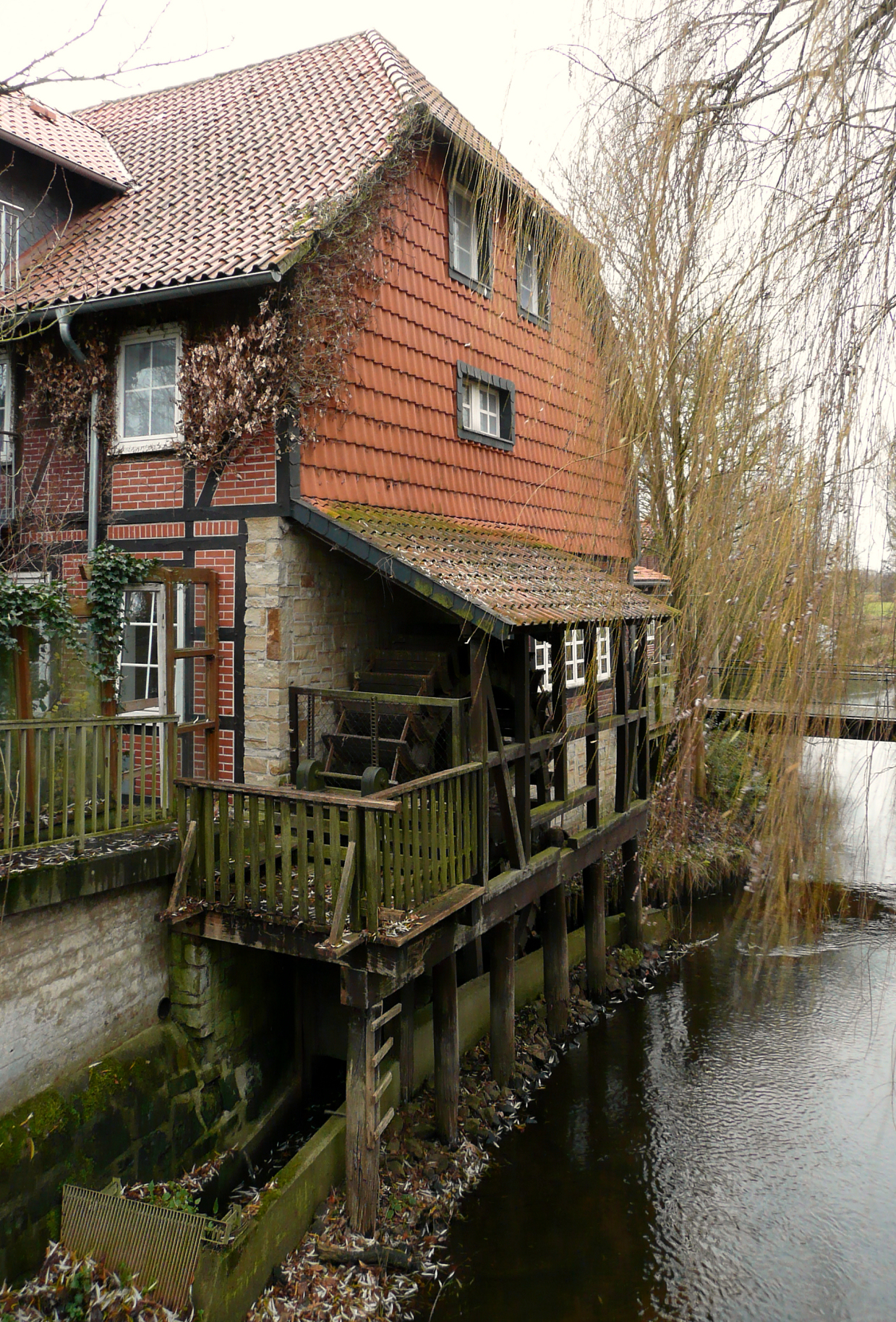
Mühlenrad der Brackstedter Mühle an der Kleinen Aller

Die Kleine Aller ist ein etwa 23 km langer und bis zu fünf Meter breiter Zufluss der Aller bzw. des Allerkanals in Niedersachsen. Er fließt von Norden nach Süden und führt durch den Landkreis Gifhorn sowie die Stadt Wolfsburg.

## Verlauf
Die Kleine Aller entspringt im Bromer Ortsteil Wiswedel auf 78 m über NN. Sie entwässert durch ein in den letzten Jahrhunderten immer weiter ausgebautes Grabensystem das Kiebitzmoor westlich von Tülau und das Vogelmoor nördlich von Barwedel. In diesem Bereich erhält sie auch Zufluss durch die Rhodische Aller. Anschließend fließt die Kleine Aller nach Süden und führt an Bergfeld, Barwedel, Tiddische, Hoitlingen und Jembke vorbei. Ab der Höhe von Jembke bildet sie die Grenze zwischen dem Landkreis Gifhorn und der Stadt Wolfsburg. Der Fluss passiert des Weiteren Wolfsburg-Brackstedt und Wolfsburg-Warmenau, um südlich von Weyhausen in die Aller bei 55,5 m über NN zu münden, bevor wenige hundert Meter der Allerkanal abzweigt.

## Entstehung und Geschichte
Der Flusslauf entstand wie die umgebenden Landschaftsformen in der vorletzten Eiszeit, der Saaleeiszeit. Die Eismassen formten das Gebiet vor über 100.000 Jahren mit ihren Grundmoränen. Das Fließgewässer bildete sich als Abfluss der höher gelegenen Geest in das Aller-Urstromtal.
Das Tal der Kleinen Aller stellte im Mittelalter eine natürliche, in Nord-Süd-Richtung verlaufende Grenze zwischen zwei Landstrichen dar. Das waren das Gebiet des Boldecker Landes im Westen und die historische Landschaft des Vorsfelder Werders im Osten. Das Gewässer trieb vom 15. bis 20. Jahrhundert die bei Brackstedt gelegene Brackstedter Mühle an.
Die Kleine Aller hat im Laufe ihrer Entstehung in ihrem Mittellauf ein Tal von etwa 10 m Tiefe bei einer Talbreite von etwa 1.000 m entwickeln können, in dem sich Niedermoor ausgebildet hat. Früher war die Niederung wegen häufiger Überschwemmungen nur als Grünland zu nutzen, heute wird in der Flussaue vor allem Ackerbau betrieben. Die ursprünglich mäandrierende Kleine Aller wurde 1865 auf fast gesamter Länge begradigt und kanalisiert. Dazu wurde das Flussbett neu ausgehoben. Durch den Umbau des Flusses mit ausbleibenden Überschwemmungen konnte das Land im Niederungstal der Kleinen Aller als Ackerland genutzt werden.
Renaturierungen fanden in Abschnitten bei Tülau, Bergfeld und Tiddische statt, wo auch streckenweise ein neuer Verlauf angelegt wurde. Die dabei naturnah gestalteten Bereiche wurden mit Erlen bepflanzt. Dies bietet auch einen Schattenschutz, denn der Fluss ist größtenteils der Sonne ausgesetzt. Das führt zu Verkrautungen, was eine Verschlammung des Flussbettes bewirkt. 2018 wurden die Renaturierungsmaßnahmen im Bereich Tappenbeck und Warmenau fortgesetzt.

## Gewässergüte
Bei Warmenau befindet sich seit 1967 eine Gütemesstelle, wo die Wasserqualität seit 1976 regelmäßig untersucht wird. Der niedersächsische Gewässergütebericht von 2004 bewertet die chemische Gewässerbelastung der Kleine Aller unterschiedlich. Die Werte lagen bei organischer Belastung, Nitrat-, Ammonium- und Phosphatbelastung zwischen gering belastet bis sehr stark verschmutzt. Vor allem die Ammoniumbelastung zeigt starke Schwankungen und teilweise hohe Werte. Dies wird darauf zurückgeführt, dass das Gewässer fünf Teichkläranlagen als Vorfluter dient und dass der Stickstoffgehalt in diesen Anlagen nicht genügend abgebaut wird.
Für die Umsetzung der europäischen Wasserrahmenrichtlinie werden Ober- und Unterlauf der Kleinen Aller vom NLWKN als zwei Wasserkörper geführt: Der etwa zehn Kilometer lange Oberlauf mit der GKZ 48138 unter der Nummer 14022 wird dem Typ Sandgeprägter Tieflandbach, der etwa zwölf Kilometer lange Unterlauf unter der Nummer 14019 dem Typ Sand- und lehmgeprägter Tieflandfluss zugeordnet. Für beide Wasserkörper wurden mit Stand November 2012 Datenblätter angelegt, in denen Zustand und Maßnahmen zur Verbesserung der Gewässergüte dargelegt werden. Das ökologische Potenzial des Oberlaufs wird mit „mäßig“, das entspricht der Note 3, bewertet, der Unterlauf dagegen mit „schlecht“, also der Note 5. Für beide Flussabschnitte werden erhebliche Strukturdefizite wie Begradigungen, Uferbefestigungen und fehlende Bepflanzungen aufgeführt und neben der Strukturverbesserung auch Maßnahmen zur Leistungssteigerung der Abwasserbehandlung empfohlen.